# Bette Midler Sings the Peggy Lee Songbook
Bette Midler Sings the Peggy Lee Songbook er et album af Bette Midler. Dette album blev berørt af Extended Copy Protection teknologien.

## Fodnoter
1. ↑  "SONY BMG MUSIC ENTERTAINMENT – cp.sonybmg.com/xcp". Arkiveret fra originalen 24. december 2008. Hentet 26. november 2006.